# Helianthemum murbeckii
Helianthemum murbeckii är en solvändeväxtart som beskrevs av Faure. Helianthemum murbeckii ingår i släktet solvändor, och familjen solvändeväxter. Inga underarter finns listade i Catalogue of Life.